# Space Is the Place (Album)
Space Is the Place ist ein Jazzalbum von Sun Ra. Die am 29. und am 30. Oktober 1972 im Streeterville Recording Studio, Chicago, entstandenen Aufnahmen erschienen als Langspielplatte 1973 auf dem Label Blue Thumb. 1997 wurden die Aufnahmen als Compact Disc auf Impulse! Records wiederveröffentlicht.
Space Is the Place ist ein Konzeptalbum, das sich mit Weltraum und Science-Fiction auseinandersetzt. Es kombiniert Elemente des Jazz mit afrikanischer Musik, Avantgarde und elektronischen Klängen. Sun Ra schuf eine Klanglandschaft, die die Grenzen des traditionellen Jazz sprengte und neue Wege für die Entwicklung des Genres eröffnete.

## Hintergrund
Das Studioalbum entstand rund ein halbes Jahr nach den Aufnahmen zu Sun Ras Album Soundtrack for the Film Space is the Place (das aber erst 1993 veröffentlicht wurde, da der gleichnamige afrofuturistische Science-Fiction-Film von John Coney 1974 nur wenige Kinoaufführungen in New York City und San Francisco hatte). Das Titelstück des Albums gehörte damals zum Repertoire des Arkestra, das sein Programm 1973/74 unter dieses Motto stellte.
Typisch für viele Sun-Ra-Aufnahmen sei das Programm des Albums Space Is the Place abwechslungsreich, notierte Stephen Cook in Allmusic; erdverbundene Songs, wie die Swing-Nummer „Images“ und das ägyptisch anmutende Exotica-Stück „Discipline“, schließlich Stücke des „Weltraumzeitalters“ wie das turbulenten „Sea of Sounds“ und das humorvolle „Rocket Number Nine“. Sun Ra verschmelze viele dieser Stile auf dem weitläufigen, die erste Plattenseite der LP einnehmenden Titelstück, als ineinandergreifende Harmonien, afrikanische Perkussion, manische Synthesizer-Linien und „ein fröhliches Ensemble, das alles zu einer Art kirchlicher Erweckung des Kosmos“ zusammenblase.

## Titelliste
- Sun Ra: Space Is the Place (Blue Thumb Records BTS 41, Vogue 10.021, Impulse! IMPD-249)[4]

1. Space Is the Place 21:14
2. Images 6:15
3. Discipline 33 4:50
4. Sea of Sound 7:42
5. Rocket Number Nine 2:50

Die Kompositionen stammen von Sun Ra.

## Rezeption
Als Sun Ra 1972 Space Is the Place aufnahm, hätten viele seiner Zeitgenossen im Jazz ebenfalls genau die Außenbereiche erforscht, die er einige Jahre zuvor zu seinen eigenen gemacht hatte, meinte Stevie Chick (BBC). Aber auch im Zeitalter von Free Jazz und Fusion sei Ra stets seinen eigenen Weg gegangen. „Images“ zum Beispiel beginne als verspielte Klavierskizze und baue sich zu einem Big-Band-Swing auf, „der mulmig schwankt, wie ein Achterbahnwagen, der droht, von der Strecke abzukommen.“ Möglicherweise sei dieses Album Ras zugänglichstes, jedenfalls ein guter Einstiegspunkt in seine Welt(en).
Im Mittelpunkt des Albums stehe der 21-minütige Titelsong, so Stevie Chick, „ein beschwörender Lobgesang auf den Kosmos, der wie eine stürmische Big-Band-Swing-Nummer beginnt: Gilmore, June Tyson und die verschiedenen Stimmen des Arkestra-Gospels gehen in die Galaxien, während Hörner und Orgeln wachsen immer kakophonischer. Aber hier gibt es wenig Wut; So laut und wild Space Is the Place auch werde, die Stimmung sei immer spirituell, ekstatisch, transzendent, eine glorreiche Verschmelzung zwischen dem Fremden und dem Tiefgründigen. Es ist die ultimative Hymne von Sun Ra, die die Verschmelzung von Science-Fiction und alten Mythen mit der Bandbreite des Jazz vertritt, die Sun-Ra-Fans auf der innovativen Avantgarde des Rock, wie den MC5, Sonic Youth und Primal Scream, verführen würde.“
Nach Ansicht von Jason Heller (Pitchfork Media) gehört Space Is the Place zum Besten von Sun Ra aus den 1970er-Jahren. Das Arkestra, das jetzt offen die offensichtlicheren Signifikanten von Black Power umfasse, lasse sich in einem Avant-Jazz-meets-Afrofunk-Groove nieder, der sowohl herzlich einladend als auch beängstigend kraftvoll klinge. „Es gibt keine Grenzen für die Dinge, die du tun kannst“, singt ein Kreis von Sängern in einer komplizierten Fuge. Nichts fasse die Grundüberzeugung von Sun Ra effektiver zusammen, eine Ethik, die das menschliche Bewusstsein ersetze und genauso gut auf die Quantenrealität angewendet werden könnte.
John Diliberto (Echoes.org) schrieb, dies ist ein [typisches] Sun-Ra-Album aus der mittleren Periode des Künstlers, und es ist mit dem gleichnamigen Film verwandt, aber es sei nicht der Soundtrack. Im Mittelpunkt des Albums stehe das eine LP-Seite lange Titelstück, ein singender Ausflug mit einem stetigen Funk-Groove, bei dem Danny Ray Thompson das Bariton-Riff spielt, das in einer Reihe von freien Exkursionen des Saxophonisten John Gilmore, des Altisten Marshall Allen und von Sun Ra als Sänger verankert werde.
Richard Cook und Brian Morton zeichneten das Album in The Penguin Guide to Jazz mit drei Sternen aus.
Stephen Cook verlieh dem Album in Allmusic die Höchstbewertung von fünf Sternen und schrieb, Space Is the Place biete eine hervorragende Einführung in Sun Ras umfangreichen Katalog. Während der gesamten Aufnahme präsentiere Sun Ra sein typisch breit gefächertes Talent an „Weltraumorgel“ und Piano, die Holzbläser John Gilmore und Marshall Allen würden prägnante und intensive Soli beisteuern, und June Tyson führe den Chor der „Space Ethnic Voices“ meisterhaft zu verträumten Gesangsflügen. Dies sei eine großartige Aufnahme und ein Muss für Sun-Ra-Fans.